# Сан-Джорджо-ин-Браида
Церковь Сан-Джорджо-ин-Браида (итал. La chiesa di San Giorgio in Braida) — католическая церковь, сохранившаяся от бывшего бенедиктинского монастыря в городе Верона, область Венето, Северная Италия. Расположена в районе Веронетта между рекой Адидже (на юге) и Борго-Тренто (на севере). Место, где стоит церковь, когда-то называлось «прато доминико» (итал. prato dominico — «фискальный луг»), или «pradonego», поскольку находилось за городскими стенами Вероны. Таким образом, именование «браида» происходит от немецкого слова «brei», или «breit» (на ломбардском диалекте), что означает «огороженный луг». Травянистые участки за пределами городских стен тоже когда-то назывались «брайдами».

## История
Монастырь был основан в XI веке. К 1051 году монастырь был в целом завершён, и император Священной Римской империи Генрих III взял его под свою защиту. Между XII и XIII веками монастырь пережил период экономического и духовного расцвета. К 1121 году в монастыре появилась церковь. От первого древнего романского здания церкви, вероятно, перестроенного после страшного землетрясения 1117 года, сохранились слабые следы, такие как основание колокольни, видимое на левой стене.
После периода упадка при семье Делла Скала в 1441 году папа Евгений IV одобрил передачу монастыря августинской общине каноников святого Георгия в Альге, которая начала строительство ныне существующего здания, что отчасти отражало господство Венецианской республики в Вероне с момента присоединения к владениям Венеции в 1405 году. В 1668 году каноники были упразднены папой Климентом IX. Монастырь был продан на аукционе, но был приобретен монахинями Санта-Мария-ди-Реджо.

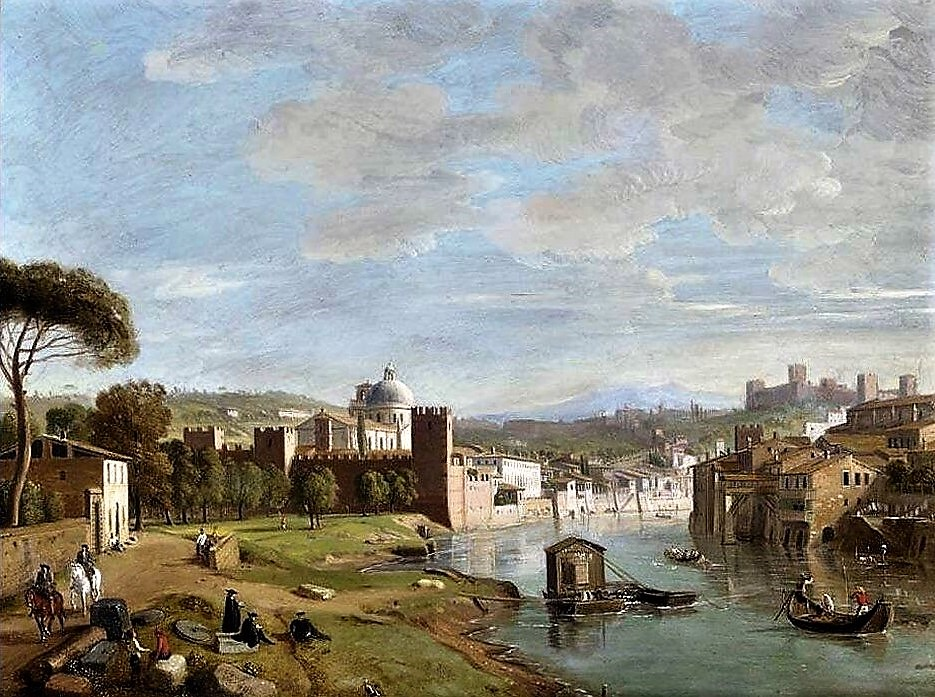
Г. Ванвителли. Вид реки Адидже и монастыря Сан-Джорджо. 1710. Частное собрание

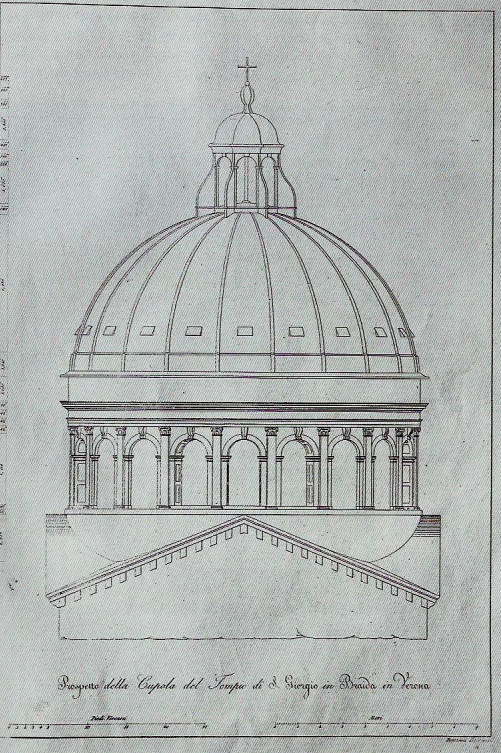
Чертёж купола церкви

С закрытием монастыря в 1807 году приход Сан-Джорджо также прекратил своё существование. Во время австрийского правления, в 1837 году, при строительстве новых укреплений большая часть комплекса была снесена. Церковь стала дочерней оратория Санто-Стефано и приобрела приходской статус только в 1874 году.
В 1938 году был проведён ряд реставрационных работ, в результате которых была частично восстановлена обитель XVI века.

## Архитектура и произведения искусства церкви
Точно неизвестно, кто именно проектировал постройки монастыря, однако наиболее вероятным автором считается Франческо да Кастелло. Многие также признают вклад Паоло Фаринати в проектирование фасада церкви, в то время как строительство величественного купола и концепция колокольни, которые затем продолжил, но не завершил его родственник и ученик Бернардино Бруньоли, принадлежат знаменитому веронскому архитектору Микеле Санмикели. По его проекту выполнен фасад из белого мрамора с двумя рядами колонн и окном-серлианой в центре верхнего яруса. Статуи святых Георгия и Лоренцо Джустиниани находятся по сторонам от входа.
Со временем был перестроен пресбитерий храма — была демонтирована романская башня и на её месте возвели купол с высоким барабаном. По проекту Санмикели также было начато строительство колокольни, которая осталась незавершённой. К храму пристроен дом канонников, возведённый по проекту Луиджи Трецца. На его фасаде видны следы от пуль, появившихся в ходе боя между французами и австрийцами на берегах реки Адидже 18 октября 1805 года.
Церковь имеет один неф, построенный между 1536 и 1543 годами, в который выходят восемь боковых капелл, по четыре с каждой стороны; в каждой находится беломраморный алтарь с деревянным подстольем.
Над главным входом на контрфасаде находится картина Тинторетто, изображающая «Крещение Христа». В главном алтаре — картина Паоло Веронезе «Мученичество святого Георгия» (1564), далее картины: «Благовещение Марии» Франческо Карото, «Мадонна во Славе» Моретто да Брешиа, картины Доменико Брусасорци, Паскуале Оттино, Джироламо дай Либри, Сиджизмондо де Стефани, Франческо Монтемеццано. Для пресвитерия Паоло Фаринати и Феличе Брузасорци написали соответственно две больших композиции «Умножение хлебов и рыб» и «Манна в пустыне».

## Галерея

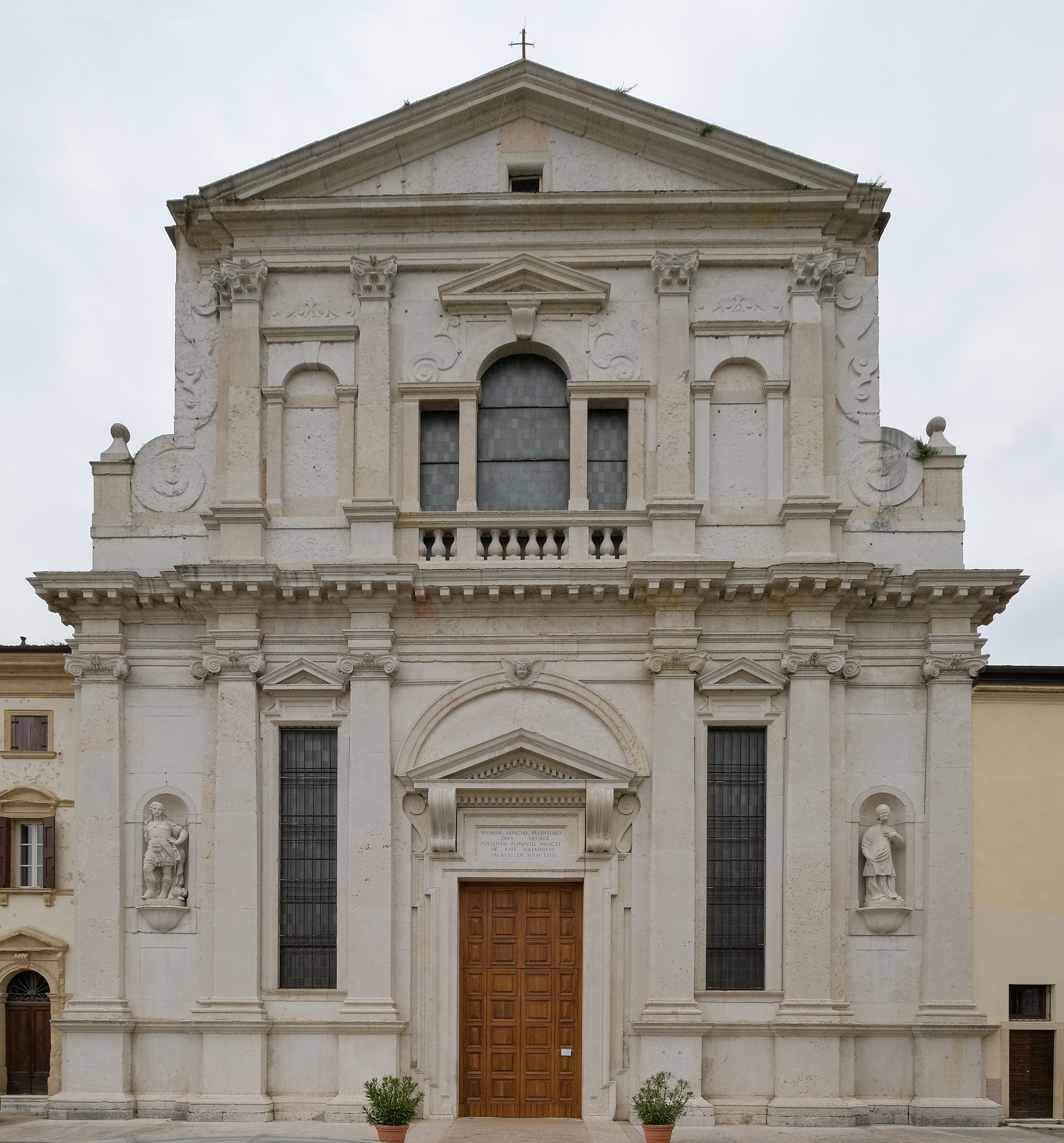
Главный фасад
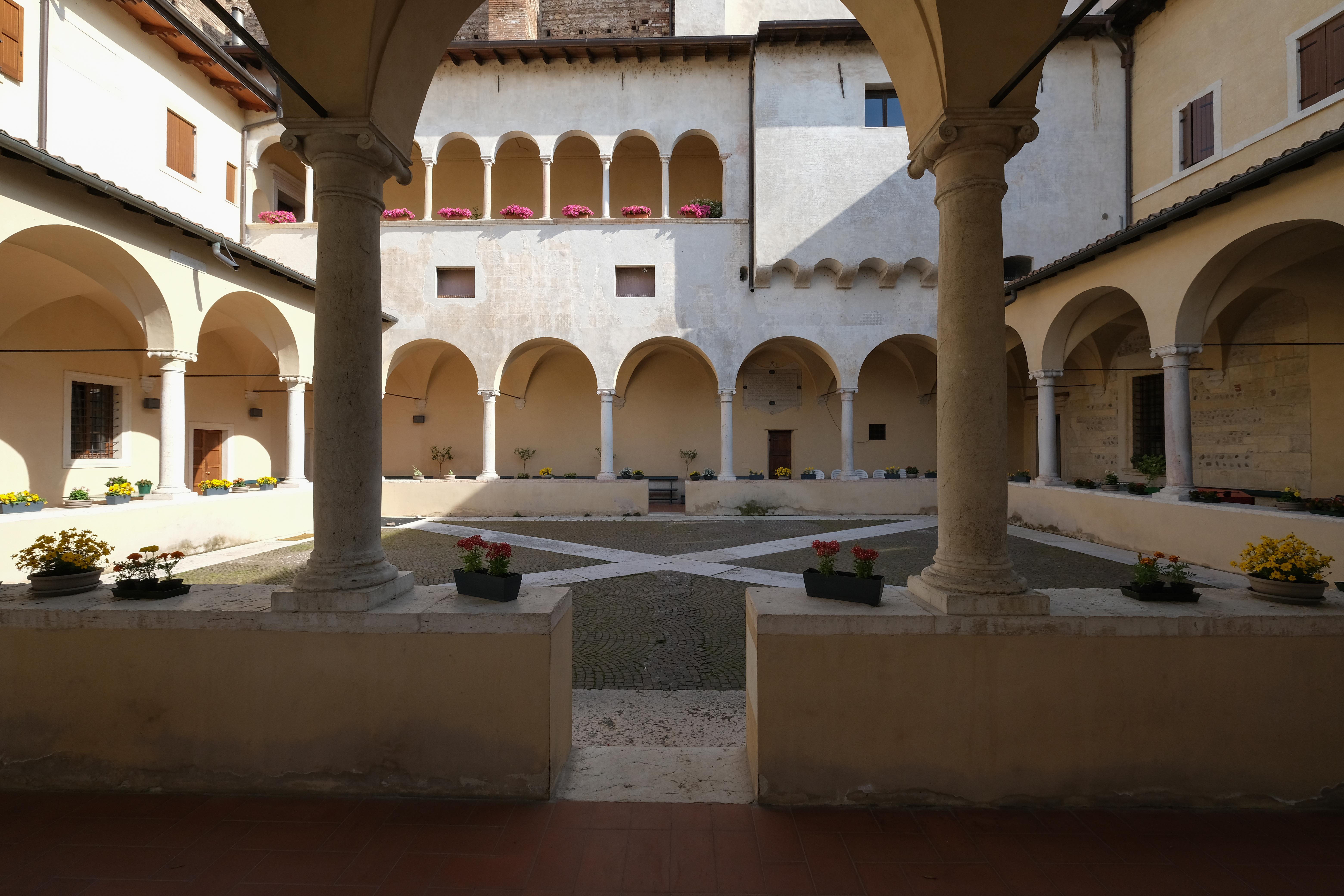
Кьостро
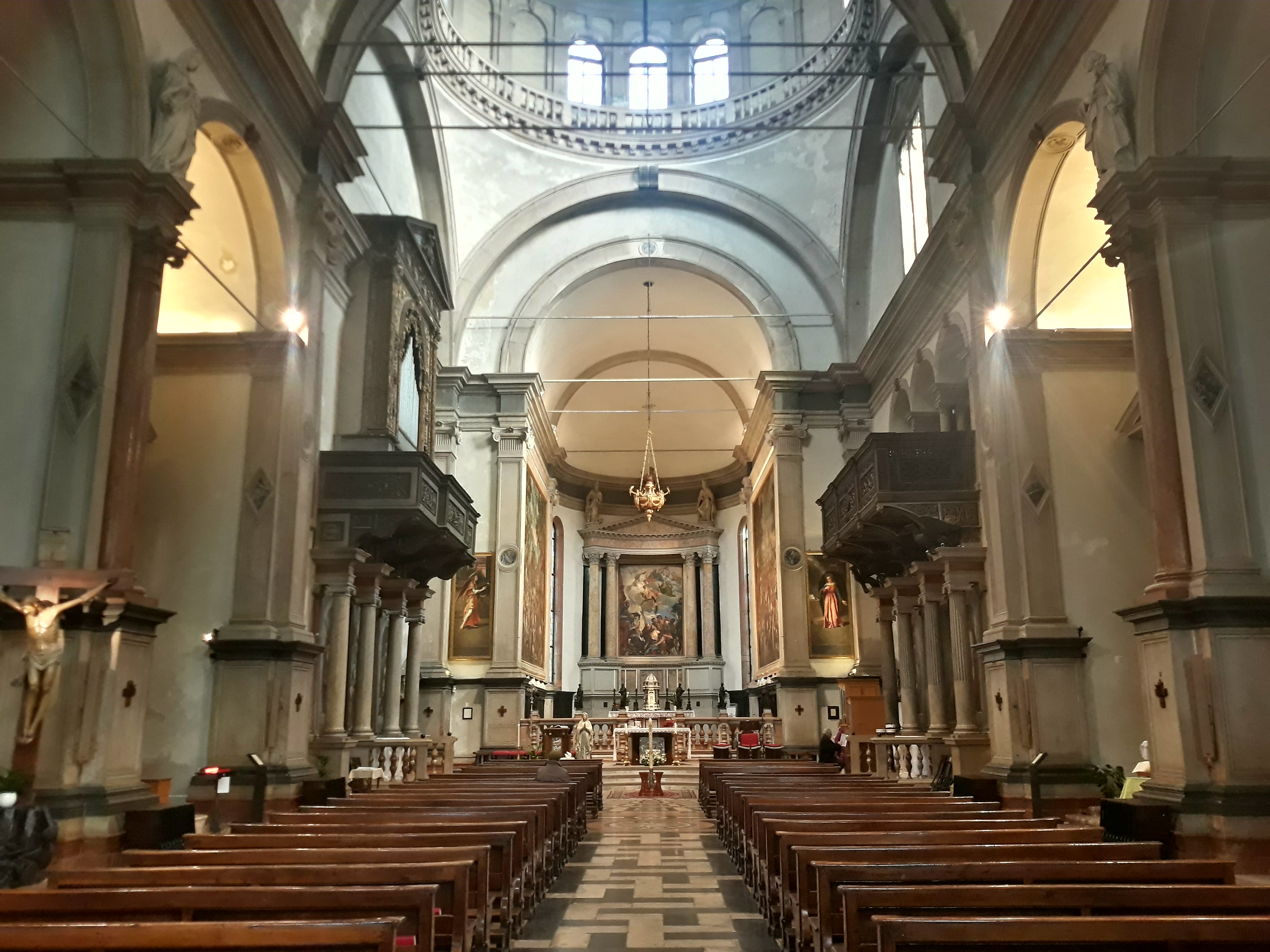
Интерьер нефа
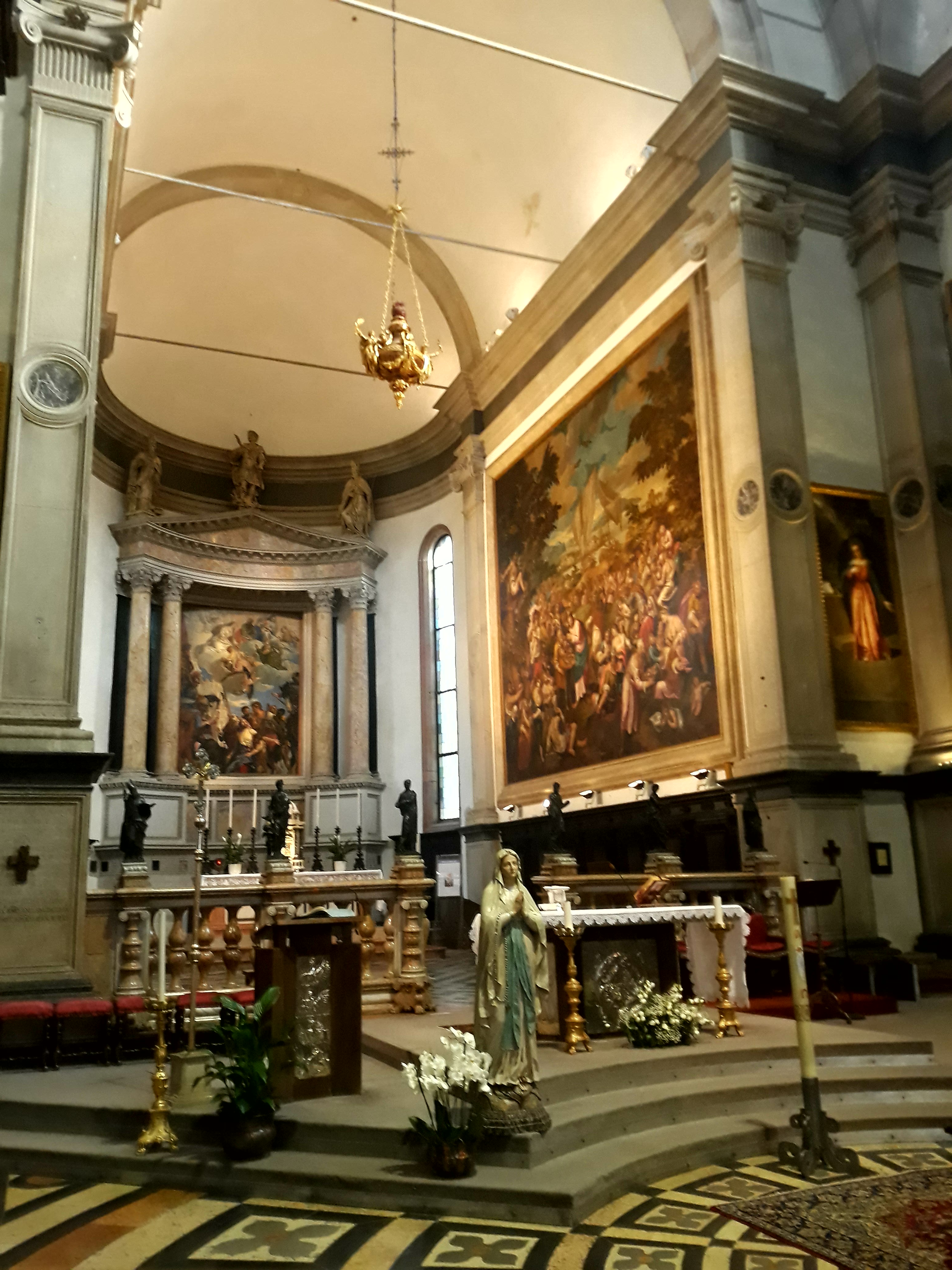
Пресбитерий и главный алтарь
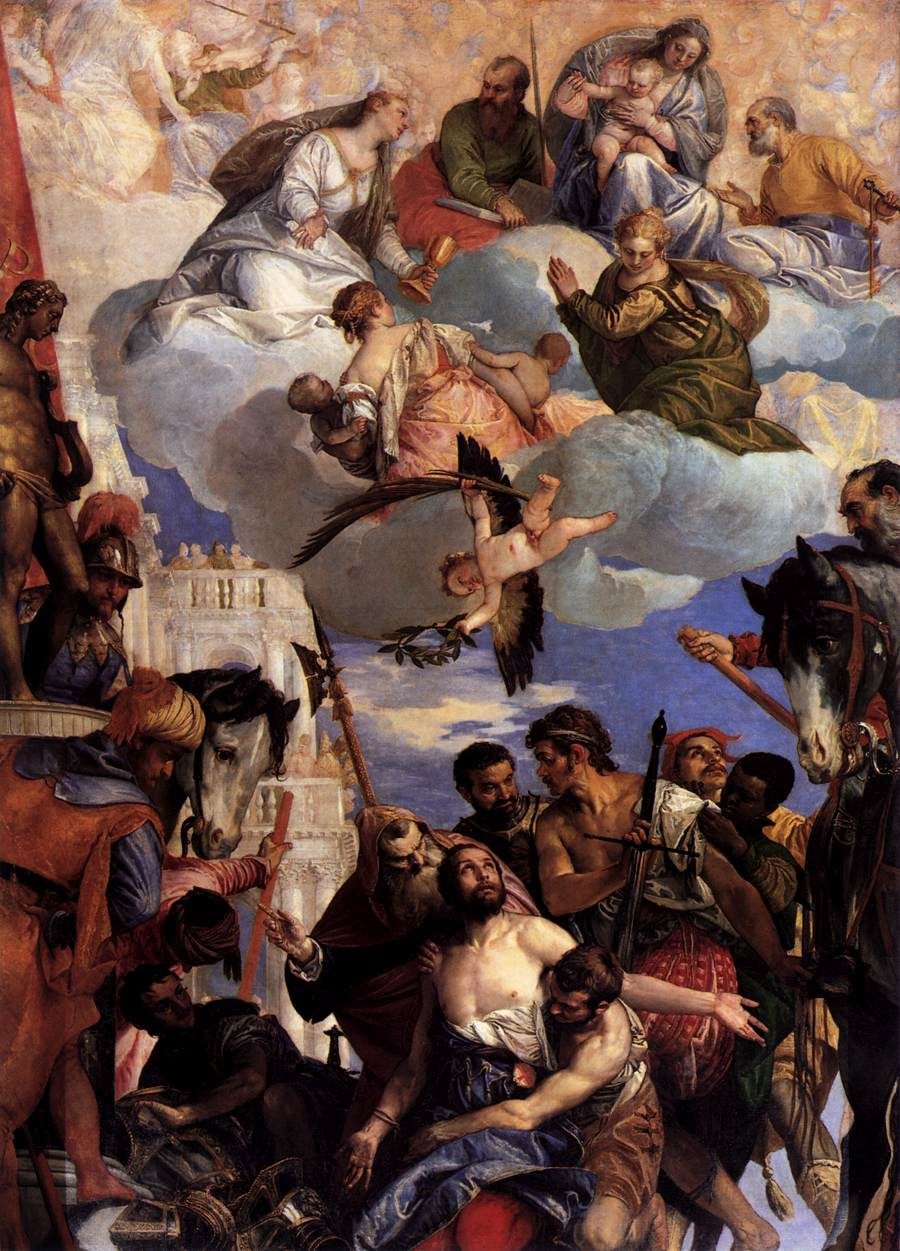
Паоло Веронезе. Мученичество святого Георгия. Ок. 1564. Холст, масло
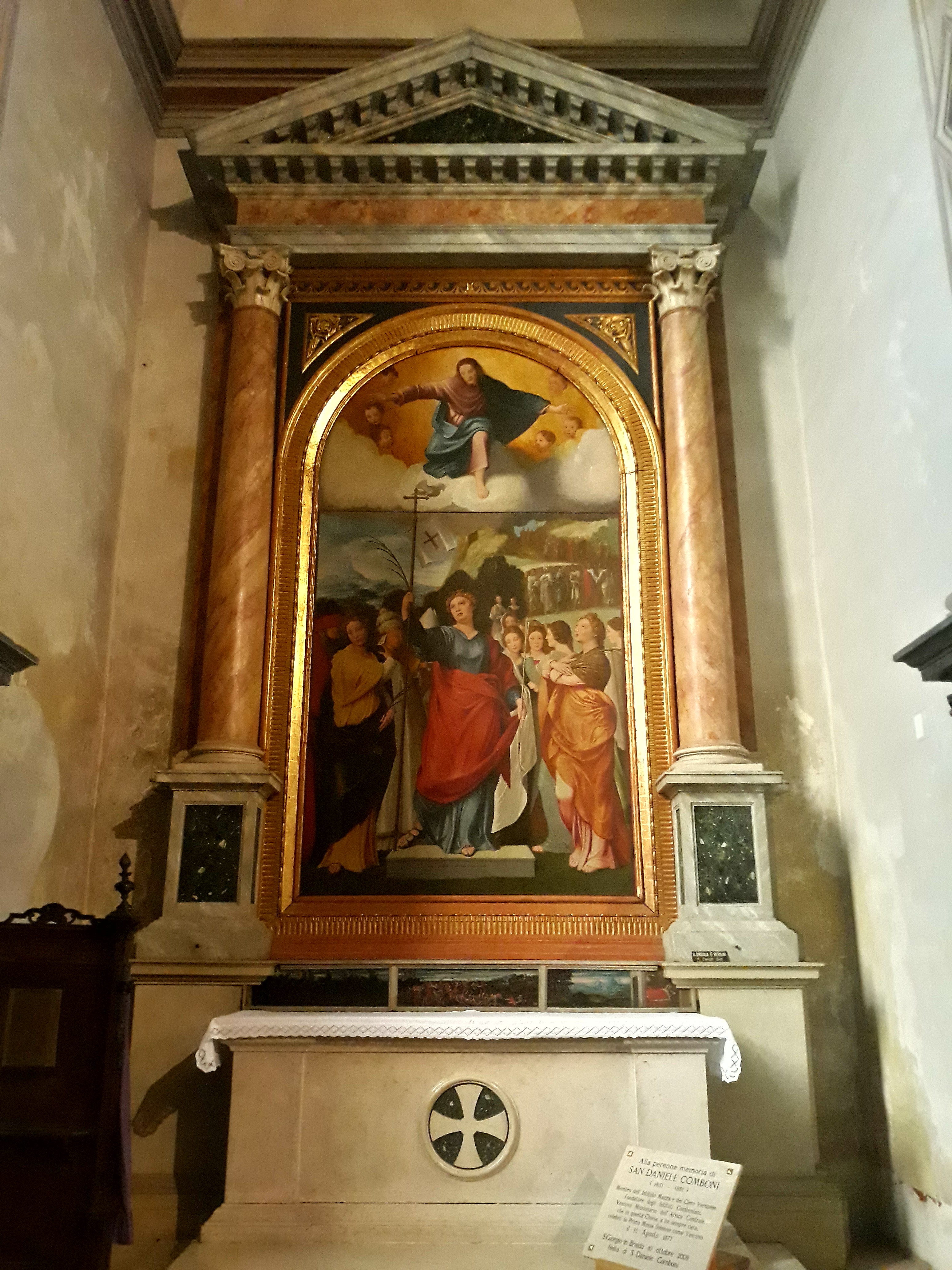
Дж. Ф. Карото. Святая Урсула и одиннадцать тысяч девственниц. Алтарь первой капеллы слева
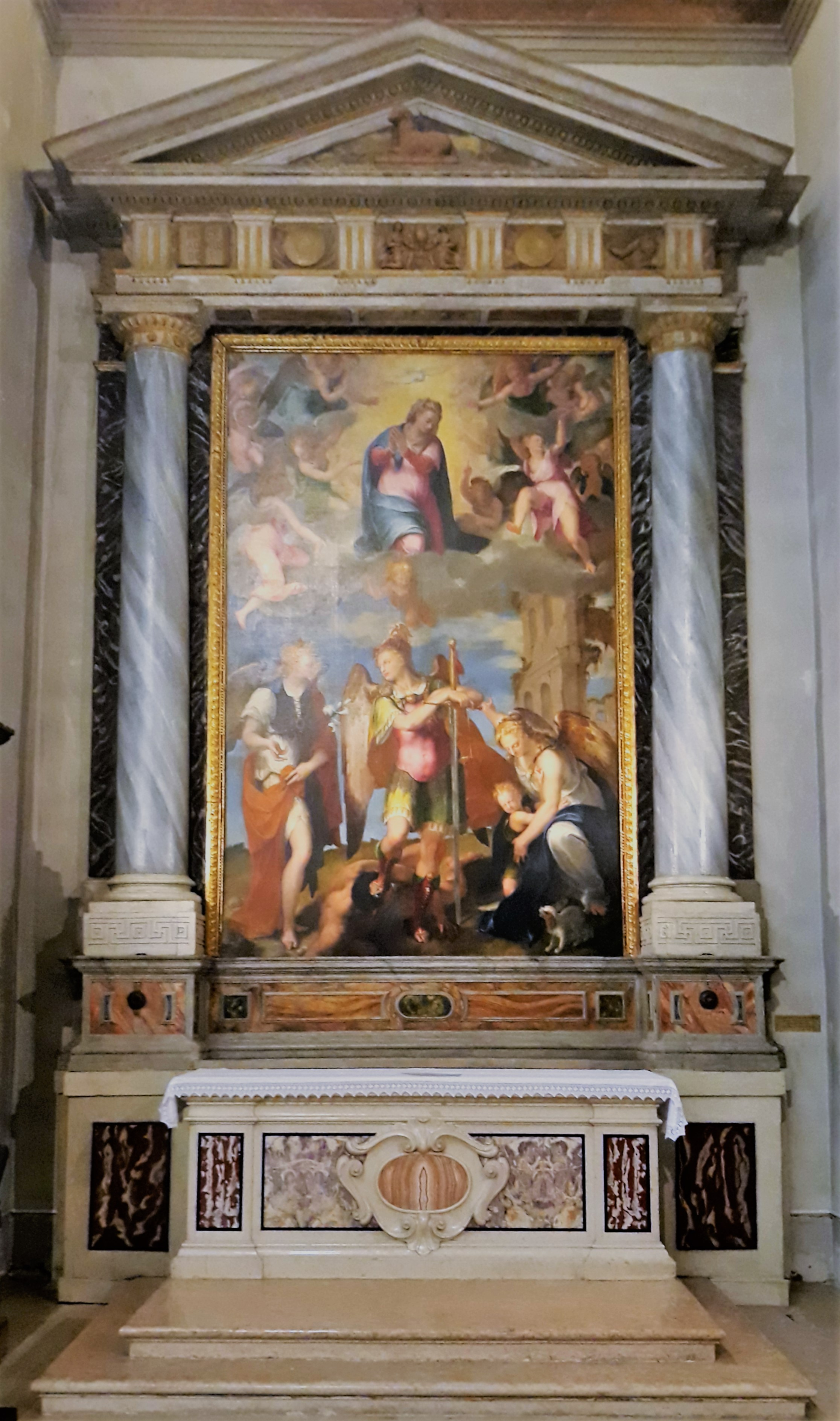
Д. Брусасорци. Три архангела и Мадонна во Славе. Алтарь четвёртой капеллы справа
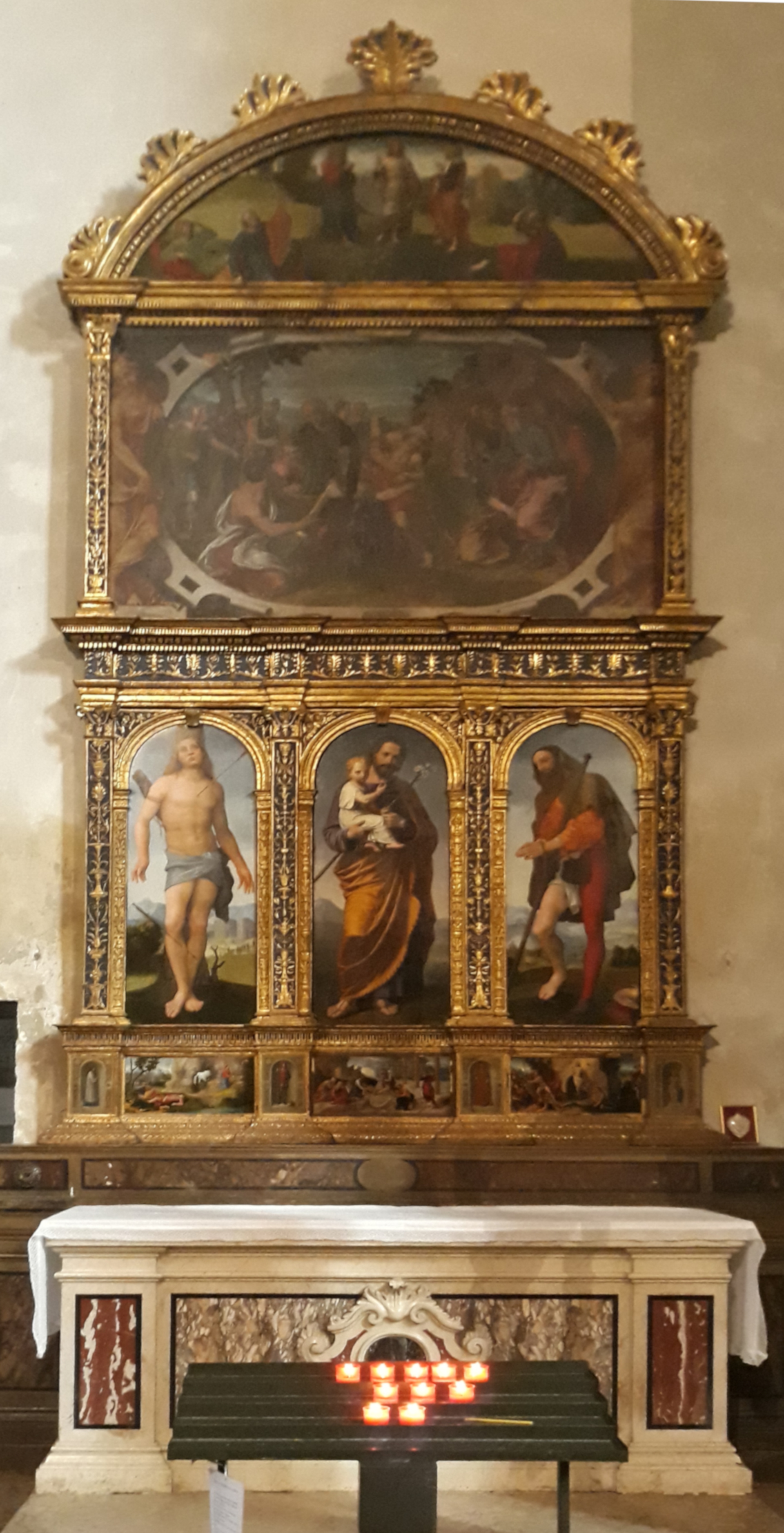
Дж. Ф. Карото, Д. Брусасорци. Полиптих: Святые Себастьян, Иосиф, Рох
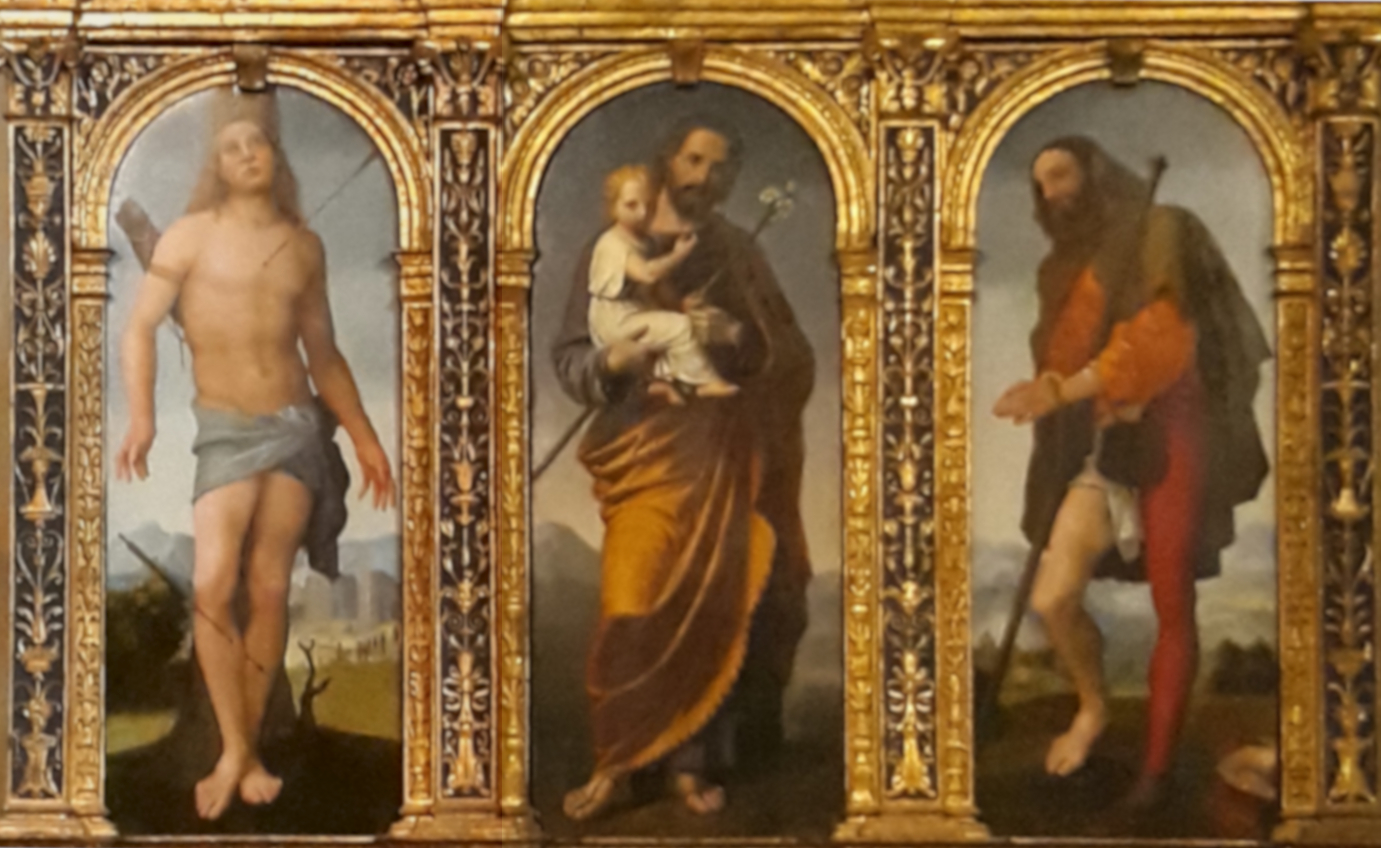
Деталь полиптиха
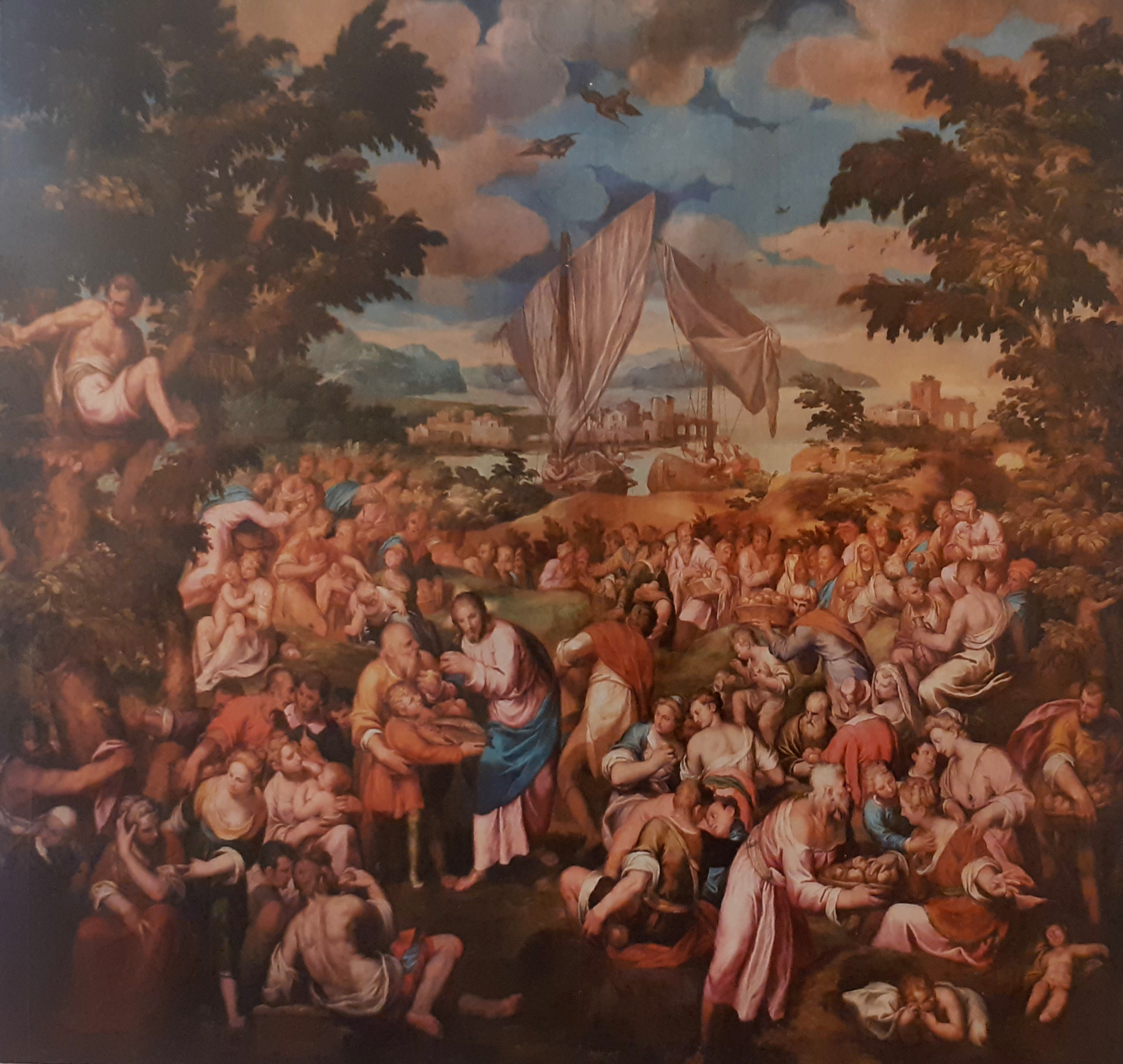
П. Фаринати. Умножение хлебов и рыб. Холст, масло
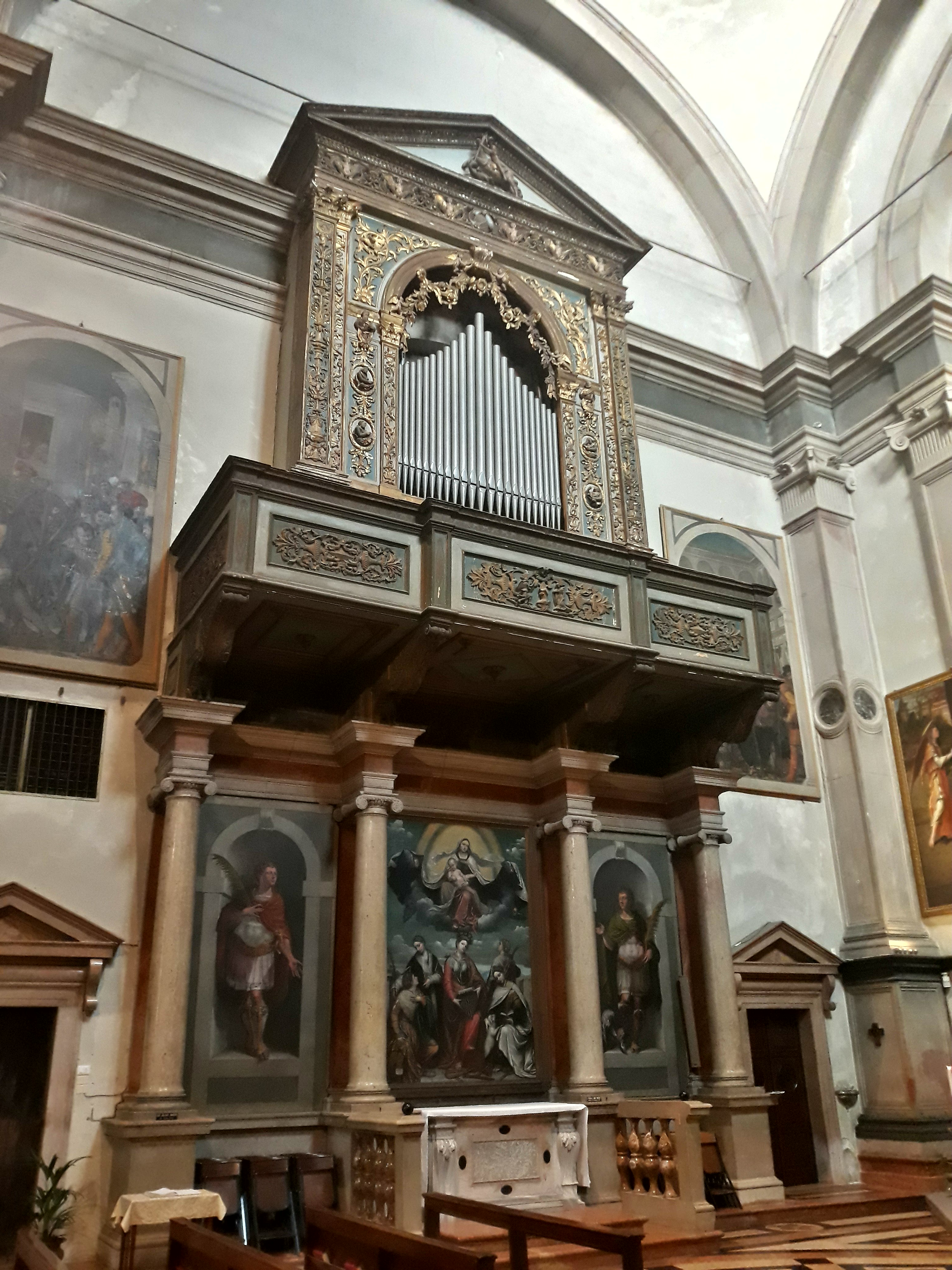
Левая часть пресбитерия. Алтарь, кантория и орган